# Richard Todd

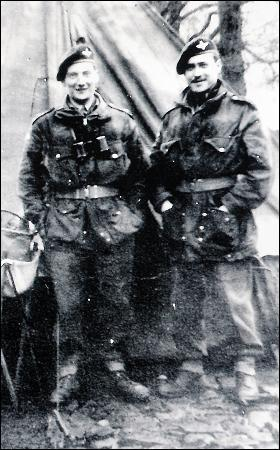
Richard Todd w okresie służby w batalionie spadochronowym (1944)

Richard Andrew Palethorpe-Todd (ur. 11 czerwca 1919 w Dublinie, zm. 3 grudnia 2009 w Grantham) – irlandzki aktor i zawodowy żołnierz. Laureat Złotego Globu dla najbardziej obiecującego debiutanta za rolę kaprala Lachiego MacLachlana w dramacie wojennym Vincenta Shermana Porywcze serce (1949), za którą był także nominowany do Oscara dla najlepszego aktora pierwszoplanowego i Złotego Globu dla najlepszego aktora w filmie dramatycznym.

## Życiorys
Richard Todd urodził się w Dublinie jako syn Andrew Williama Palethorpe’a Todda, brytyjskiego oficera i zawodnika ielandzkiej reprezentacji w rugby.
Po przeprowadzce do Devon, Richard uczęszczał do Shrewsbury School. Karierę aktorską rozpoczął w regionalnych teatrach, był również współzałożycielem Dundee Repertory Theatre w 1939. 
Podczas II wojny światowej Todd służył w King’s Own Yorkshire Light Infantry. W czasie lądowania w Normandii brał udział wraz z 6 Brytyjską Dywizją Powietrznodesantową w zdobyciu Mostu Pegaza. Dowódcą jednej z kompanii tej dywizji był Major John Howard. Todd w 1962 roku wcielił się w tę postać w filmie Najdłuższy dzień.
Po wojnie wrócił do Anglii gdzie pracował w Repertory Theatre. W 1945 zadebiutował na Broadwayu w roli Lachlena w sztuce Porywcze serce. W 1948 wystąpił w filmie Porywcze serce u boku Ronalda Reagana i Patricii Neal. Za rolę tę został nominowany do Oscara dla najlepszego aktora pierwszoplanowego. Później pojawił się w filmie The Dam Busters w roli komandora Guya Gibsona, wcześniej jednak wcielał się w inne role historyczne takie jak Robin Hood czy Rob Roy. Todd był również jednym z pierwszych aktorów wybranych do roli Jamesa Bonda w filmie Doktor No, lecz rolę ostatecznie otrzymał Sean Connery.
W 1953 na potrzeby Teatru Telewizji BBC wcielił się w rolę Heathcliffa w adaptacji Wichrowych Wzgórz. W 1964 był przewodniczącym jury na MFF w Berlinie. Rok później zagrał w filmie Operacja Kusza u boku Sophii Loren. W późniejszych latach występował głównie w serialach telewizyjnych, w teatrze i w radio.
W 2002 roku został odznaczony tytułem Disney Legends.
Cierpiał na raka, zmarł we śnie 3 grudnia 2009.

## Życie prywatne
Todd miał dwie żony. Z pierwszą Catherine Grant-Bogle, rozwiódł się po 21 latach małżeństwa (1949–1970). Catherine urodziła dwoje ich dzieci, m.in. syna Petera (zm. 2005). Drugą żonę Virginię Mailer poślubił w 1970. Jednak i to małżeństwo zakończyło się rozwodem, para ostatecznie się rozeszła w 1992. Virginia ze związku z Richardem urodziła dwoje dzieci, m.in. syna Seamusa Palethorpe-Todda (1977–1997).

## Filmografia
- 1937: Good Morning, Boys jako statysta w scenie zbiorowej (niewymieniony w czołówce)
- 1950: Trema jako Jonathan Cooper
- 1955: Królowa dziewica jako Sir Walter Raleigh
- 1957: Incydent na rzece Jangcy jako komandor porucznik Kerans, Królewska Marynarka Wojenna
- 1962: Najdłuższy dzień jako major John Howard